# Charles Harbord, 6. Baron Suffield
Charles Harbord, 6. Baron Suffield, CB, MVO (* 14. Juni 1855; † 10. Februar 1924) war ein britischer Peer, Offizier und Politiker der Conservative Party. Er war von 1914 bis zu seinem Tod, 1924, Mitglied des britischen Oberhauses und zwischen 1915 und 1918 Captain of the Yeomen of the Guard.

## Leben
Charles Harbord war das dritte von neun Kindern und der älteste Sohn von Charles Harbord, 5. Baron Suffield (1830–1914), der zwischen 1872 und 1901 Kammerherr (Lord of the Bedchamber) des Kronprinzen Albert Edward, Prince of Wales, war, und dessen Ehefrau Cecilia Annetta Baring. Zu seinen Geschwistern gehörten seine Schwester Bridget Louisa Harbord († 1951), die mit Sir Derek William George Keppel verheiratet war, der zwischen 1913 und 1936 als Master of the Household Leiter des Königlichen Haushalts war. Seine Schwester Eleanor Harbord († 1939) war die Ehefrau des Unterhausabgeordneten Sir Richard Courtenay Musgrave, 11. Baronet. Seine jüngere Schwester Cecilia Margaret Harbord (1856–1934) war mit Robert Wynn-Carington, 1. Marquess of Lincolnshire verheiratet, der unter anderem Unterhausabgeordneter sowie zwischen 1885 und 1890 Gouverneur von New South Wales war. Seine Schwester Alice Marion Harbord (1857–1940) war die Ehefrau des Unterhausabgeordneten Charles Mills, der 1898 den Titel als 2. Baron Hillingdon erbte. Seine Schwester Elizabeth Evelyn Harbord (1860–1956) war mit George Astley, 20. Baron Hastings verheiratet. Sein einziger Bruder Assheton Edward Harbord (1861–1929) diente als Captain in der Royal Artillery. Seine Schwester Judith Harbord (1862–1942) war die Ehefrau des Geistlichen Reverend Sir Frederick Sullivan, 7. Baronet, der von 1900 bis 1921 anglikanischer Pfarrer von Southrepps war und 1906 den Titel als 7. Baronet erbte. Seine jüngste Schwester Winifred Harbord (1864–1949) war die Ehefrau von Colonel Geoffrey Carr Glyn.
Harbord selbst besuchte das renommierte Eton College und diente als Offizier des Garderegiments der Scots Guards in der British Army und erreichte dort den Rang eines Lieutenant-Colonel und den Brevet-Rang eines Colonel. Er war zwischen 1895 und 1901 Groom in Waiting von Königin Victoria. Er nahm in dieser Zeit von 1900 bis 1901 am Zweiten Burenkrieg teil und wurde für seinen Verdienst 1900 als Companion des Order of the Bath (CB) sowie 1902 als Member des Royal Victorian Order (MVO) ausgezeichnet. Beim Tod seines Vaters erbte er 9. April 1914 dessen Adelstitel als 6. Baron Suffield und wurde dadurch auf Lebenszeit Mitglied des britischen Oberhauses (House of Lords). Am 25. Mai 1915 übernahm er in der zweiten Regierung Asquith den Posten des Captain of the Yeomen of the Guard und bekleidete dieses Amt in der darauf folgenden Regierung Lloyd George bis zum 21. Mai 1918, woraufhin Hylton Jolliffe, 3. Baron Hylton seine Nachfolge antrat.
Charles Harbord heiratete am 26. November 1896 Evelyn Louisa Wilson Patten, deren Vater Eustace John Wilson Patten Captain im Garderegiment der 1st Life Guards war. Aus dieser Ehe gingen zwei Söhne und zwei Töchter hervor. Der älteste Sohn Victor Alexander Charles Harbord (1897–1943) diente als Captain im Garderegiment der Scots Guards und erbte beim Tod seines Vaters 1924 den Titel als 7. Baron Suffield. Der jüngere Sohn John Harbord (1907–1945), erbte beim Tod seines älteren, ohne Nachkommen verstorbenen Bruders 1943 den Titel als 8. Baron Suffield. Da er bereits zwei Jahre später 1945 ebenfalls ohne Nachkommen verstarb, erbte Geoffrey Walter Harbord (1861–1946), ein Enkel des 3. Barons Suffield und Cousin des 6. Barons den Titel als 9. Baron Suffield.